# Hedy Epstein
Pour les articles homonymes, voir Epstein.
Hedy Epstein (née Wachenheimer le 15 août 1924 et morte le 26 mai 2016) est une militante politique judéo-américaine d'origine allemande et survivante de la Shoah ayant soutenu la cause palestinienne à travers le Mouvement de solidarité internationale.
Née à Fribourg dans une famille juive, elle est sauvée de l'Allemagne nazie par le Kindertransport en 1939. Elle immigre aux États-Unis en 1948, épouse Arnold Epstein (? -1977) et habite Saint-Louis, dans le Missouri, jusqu'à sa mort.  

## Biographie
Hedy Wachenheimer nait en 1924 dans une famille juive à Fribourg et, en 1939, fuit la persécution nazie grâce au Kindertransport en Angleterre. Tous les membres de sa famille, sauf deux, sont tués au camp de concentration d'Auschwitz pendant la Shoah. Pendant la Seconde Guerre mondiale, elle travaille dans des usines de munitions et  rejoint un groupe de réfugiés juifs allemands de gauche qui espéraient réintroduire la démocratie dans leur patrie. A ce sujet, elle déclare que c'est « le fondement de mon éducation politique qui [lui] tient toujours à cœur aujourd'hui ». Une soixantaine d'années plus tard, elle témoigne sur cette expérience pour le film Into the Arms of Strangers: Stories of the Kindertransport,.
Après la guerre, Hedy Epstein travaille avec les forces d'occupation alliées en Allemagne, notamment sur le procès des Médecins à Nuremberg. En 1948, elle immigre à New York, puis déménage à Minneapolis, puis à St. Louis, dans le Missouri. Elle y milite pour le logement abordable, le mouvement pro-choix et le mouvement pacifiste,,.
En 1982, en réaction aux informations faisant état de massacres commis par une milice phalangiste libanaise avec la complicité de Tsahal lors de l'intervention militaire israélienne du Liban en 1982, Hedy Epstein exprime son opposition à la politique militaire d'Israël.
En 2001, elle fonde une section de St. Louis des Femmes en noir de Jérusalem, groupe anti-guerre qui se concentrait à l'origine sur l'occupation israélienne. En 2003, elle se rend en Cisjordanie pour travailler avec le Mouvement de solidarité internationale. Elle y retourne une fois par an, disant à CounterPunch qu'elle avait été fouillée à nu en 2004 par des gardes à l'aéroport international Ben Gourion,. 

## 2004: Conférences et controverse
Hedy Epstein parle de la situation dans les territoires occupés, ainsi que de ses expériences, à un public américain. Avant une conférence à l'Université Stanford le 20 octobre 2004, des dépliants faisant la promotion de sa présentation « juxtaposaient une image de Juifs dans l'Allemagne nazie avec une image de Palestiniens aux checkpoints israéliens », selon un article du Stanford Daily. Après une réaction « consternée » des membres de la communauté juive de Stanford, les organisateurs de l'événement déclarent que ni les affiches, ni les propos d'Epstein ne veulent de « comparaison directe ». Prenant en compte cette réaction, Hedy Epstein évite les comparaisons entre nazis et israéliens et n'évoque que peu son passé en Allemagne nazie. Cependant, lors de son discours, des spectateurs, dont certains issus d'organisations juives hors-campus, l'interrompent, indignés : la sécurité dut intervenir.   
Les réactions à la conférence sont  partagées. Ainsi, Adina Danzig, présidente de l'organisation Hillel de Stanford, la qualifie d'« abus de l'histoire » et espère que « cet événement et les interruptions isolées de quelques individus étaient une aberration ». Bien qu'elle reconnaisse qu'Epstein ait déclaré vouloir éviter la comparaison, elle déclare que « l'avertissement n'a pas réparé les dommages » et que « [Epstein] a fait plusieurs remarques établissant le parallèle [israélo-nazi] ». 

## Militantisme
En août 2008, Epstein prévoit de monter à bord du navire du Free Gaza Movement pour tenter de briser le blocus naval israélien de Gaza, mais annule pour des raisons de santé. 
En 2010, elle embarque sur l'un des navires qui avaient l'intention d'acheminer l'aide humanitaire à Gaza, mais décide à Chypre de ne pas participer au voyage. Elle prévoit de participer à la flottille de 2011, mais ne le fait pas. Elle se trouve à bord de "The Audacity of Hope" prête à rejoindre la flottille. Cependant, il est intercepté par les garde-côtes grecs et refoulé.
Hedy Epstein soutient le mouvement Black Lives Matter et est arrêtée le 18 aout 2014 lors d'une manifestation à St. Louis contre le meurtre de Michael Brown et les actions policières ultérieures, pour ne pas s'être dispersée. 

## Mort
Hedy Epstein meurt chez elle à Saint-Louis le 26 mai 2016, à l'âge de 91 ans, d'un cancer. Son fils Howard Epstein et ses petites-filles Courtney et Kelly lui survivent.